# Aimée Kelly
 (novembre 2018).
Si vous disposez d'ouvrages ou d'articles de référence ou si vous connaissez des sites web de qualité traitant du thème abordé ici, merci de compléter l'article en donnant les références utiles à sa vérifiabilité et en les liant à la section « Notes et références ».
Pour les articles homonymes, voir Kelly.
Aimée Kelly est une actrice britannique née le 8 juillet 1993 à Newcastle Upon Tyne, au Royaume-Uni. Elle a joué Maddy Smith, l’héroïne de la série télévisée fantastique Wolfblood durant les deux premières saison de celle-ci, avant de quitter le tournage pour se concentrer sur ses études. Elle a une sœur jumelle, Katie Kelly, qui est mannequin, et une petite sœur, Molly.

## Carrière
Elle a étudié à Tring Park School for the Performing Arts (en). Aimee a joué dans la série télévisée pour adolescents Wolfblood en tant que Maddy Smith. La série tourne autour de sa vie en tant que Wolfblood (loup-garou) tandis qu'elle essaye de protéger son secret en vivant une vie d'adolescente normale. Elle est amoureuse de Rhydian Morris, un wolfblood mais au dernier épisode elle doit partir au Canada avec sa famille.
En 2011, elle a joué le rôle principal dans le film Sket, son premier long métrage. Le film parle de Kayla, une jeune fille essayant de trouver l'homme qui a tué sa sœur en rejoignant un gang.
Elle a été nommée pour le prix du meilleur nouveau venu britannique à l'Institut du film britannique pour le rôle de Kayla.

## Filmographie
- 2011 : Sket, le choc du ghetto : Kayla
- 2011 : The Inbetweeners : Une fille
- 2012 : Playhouse Presents : Sammy (1 épisode)
- 2012 - 2013 : Wolfblood : Maddy Smith
- 2019 : The Personal History of David Copperfield d'Armando Iannucci
- 2022 : The Duke : Irène Boslover
- 2023 : Hijack : Jamie Constantinou